# Peter Bräutigam (Rechtswissenschaftler)
Peter Bräutigam (* 1964) ist ein deutscher Rechtswissenschaftler.

## Leben
Er studierte Rechtswissenschaften an der Universität München (Auslandserfahrungen in USA (Sprachaufenthalt) und England (bei Londoner Sozietät Macfarlanes)). Seit 1994 ist er Rechtsanwalt bei Noerr, zugelassen bei der Rechtsanwaltskammer München. Seit 2011 ist er Honorarprofessor für Medien- und Internetrecht in Passau.

## Schriften (Auswahl)
- Deliktische Außenhaftung im Franchising. Eine Untersuchung zur außervertraglichen Schadensersatzhaftung der Mitglieder von Franchise-Systemen. Baden-Baden 1994, ISBN 3-7890-3382-0.
- mit Agnes Kunkel und Elmar Hatzelmann: Verhandeln nach Drehbuch. Aus Hollywood-Filmen für eigene Verhandlungen lernen. Heidelberg 2006, ISBN 3-636-01204-5.
- als Herausgeber mit Daniel Rücker: E-Commerce. Rechtshandbuch. München 2017, ISBN 3-406-68926-4.
- als Herausgeber: IT-Outsourcing und Cloud-Computing. Eine Darstellung aus rechtlicher, technischer, wirtschaftlicher und vertraglicher Sicht. Berlin 2019, ISBN 3-503-18173-3.